# Ronald De Meersman
Ronald Edmond Octave Isidoor De Meersman (Brugge, 19 september 1945) is een naar de Verenigde Staten uitgeweken Belgisch voormalig judoka en emiritus hoogleraar.

## Biografie
De Meersman was een veelbelovend judoka die verschillende podiumplaatsen behaalde op de Belgische kampioenschappen voor jongeren en senioren in de gewichtsklasse tot 70 kg. Op de 1967 Europese kampioenschappen voor juniores te Lissabon behaalde hij een bronzen medaille. Zijn signatuurtechniek was uchi-mata (binnendijworp). Hij wordt beschouwd als een leerling van de Japanner Fujihara, Ichiro Abe and Tokyo Hirano.
Handelaar van beroep besloot hij na een romance tijdens de wereldkampioenschappen 1967 te Salt Lake City om uit te wijken naar de Verenigde Staten. Weinig is bekend over zijn judo-carrière aldaar, maar er zijn indicaties dat hij deze stopzette om een academische loopbaan na te streven.
In 1974 behaalde hij aan de Universiteit van Utah een Bachelor of Science, en in 1975 aan dezelfde universiteit een Master of Science met een scriptie getiteld The effects of seven weeks of judo instruction on selected physiological parameters. In 1980 behaalde hij zijn doctoraat in fysiologie aan de Universiteit van Indiana met een dissertatie over inspanningpseudosnefropathie.
Nog dat zelfde jaar startte hij zijn academische loopbaan als docent biologie aan de Virginia Commonwealth University waar hij 5 jaar bleef. Na een jaar te hebben doorgebracht als docent aan de Wichita Staatsuniversiteit werd hij aangesteld als universitair hoofddocent fysiologie aan het Teachers College van de Columbia-universiteit in New York. In 1994 werd hij er bevorderd tot hoogleraar, en hier zou hij het merendeel van zijn loopbaan spenderen tot hij in 2011 met emeritaat ging.
Na zijn loopbaan besloot hij de positie te aanvaarden als hoogleraar fysiologie aan het College voor Geneeskunde van de Al Faisal Universiteit in Riyadh, Saoedi-Arabië vanaf 2011 to 2016. 
De Meersman bezit zowel de Belgische als de Amerikaans nationaliteit.

## Palmares

### Europese kampioenschappen (individueel)
- 1967:  Lissabon - klasse tot 70 kg (juniors)

### Militair Wereldkampioenschap (CISM) (individueel)
- 1967:  Oostende - klasse to 70 kg